# Jacques Mieses
Jacques Jacob Mieses (* 27. Februar 1865 in Leipzig; † 23. Februar 1954 in London) war ein deutsch-britischer Schachspieler und vor allem Schachschriftsteller.

## Herkunft und Familie
Jacques Mieses war Spross einer aus Brody (damals Österreich-Ungarn, heute Ukraine) stammenden jüdischen Kaufmannsfamilie. Er hatte noch einen Vetter Viktor Mieses (Rechtsanwalt in Leipzig, 1861–1939), der als Verfasser von Schachkompositionen hervortrat. Auch sein Onkel Samuel Mieses (Badearzt in Landeck und Bad Ems, 1841–1884) war ein starker Schachspieler. Der Onkel Fabius Mieses (1824–1898) lebte als Dichter, Philosoph und Biograph in Breslau und Leipzig. Dessen Tochter, Jacques’ Cousine Selma (1884–1930), prägte als Inspektorin den Israelitischen Wohltätigkeitsverein Leipzigs.

## Leben
Mieses besuchte die Thomasschule zu Leipzig. Er studierte nach dem Abitur (1885) Naturwissenschaften an der Universität Leipzig und an der Friedrich-Wilhelms-Universität in Berlin, wo er Mitglied der Berliner Schachgesellschaft wurde. 1888 feierte er mit dem dritten Platz seinen ersten größeren schachlichen Erfolg beim Leipziger Turnier. Anfangs komponierte er – ebenso wie sein Vetter – noch Schachprobleme, gab dies aber zu Gunsten des Turnierschachs auf. Bis zu seiner Emigration wohnte er im Waldstraßenviertel in Leipzig. 1937 brach sich Mieses bei einem Unfall während des Turniers in Ķemeri (Lettland) in einem Autobus beide Beine, wodurch er neun Monate lang an das Bett gefesselt blieb. Als Juden zunehmend verfolgt wurden, verließ Mieses 1938 Deutschland. Er emigrierte nach England und nahm Ende der 1940er Jahre die britische Staatsbürgerschaft an.
Mieses leitete eine Reihe von internationalen Turnieren als Schiedsrichter und betätigte sich auch journalistisch. Er schrieb Schachspalten und Turnierberichte für Zeitungen in ganz Europa. Wie viele Großmeister gab er auch Blind- und Simultanvorstellungen. Auch als Organisator von Turnieren trat er in Erscheinung, beispielsweise 1911 in San Sebastián, wo er erstmals durchsetzte, dass die Meisterspieler für Anreise und Unterkunft nicht selbst aufzukommen hatten.
Daneben war Mieses auch ein bedeutender Autor und Theoretiker, unter anderem gab er in der Nachfolge von Jean Dufresne über mehrere Auflagen hinweg das renommierte Kleine Lehrbuch des Schachspiels heraus.
1906 gelang es Mieses in Ostende, Michael Tschigorin in 16 Zügen matt zu setzen.
Im Jahre 1950 war er unter den ersten 27 Spielern, denen der Weltschachbund FIDE den Titel eines Internationalen Großmeisters (IGM) verlieh. Deswegen gilt er auch als erster britischer Großmeister. Der erste in Großbritannien geborene Großmeister war der im Jahre 2001 verstorbene Tony Miles.
Von 1888 bis 1948 nahm Jacques Mieses an Schachturnieren der Meisterklasse teil. Insgesamt spielte er im Laufe seiner Karriere deren 60. Dabei belegte er 1907 in Wien und 1923 in Liverpool den ersten Platz. 1927 nahm er an der Schacholympiade in London teil. Daneben bestritt er 20 Zweikämpfe.
Er blieb bis ins hohe Alter erstaunlich frisch. Jeden Tag machte er seine Freiübungen, ging noch mit 86 Jahren täglich schwimmen und machte im Hyde Park Liegestütze. Noch mit 88 Jahren nahm er an der Londoner Blitzmeisterschaft teil und hatte reges Interesse an allem, was in der Welt vorging. Er starb kurz vor seinem 89. Geburtstag.

## Nachwirkung
|   | a | b | c | d | e | f | g | h |   |
| 8 |   |   |   |   |   |   |   |   | 8 |
| 7 |   |   |   |   |   |   |   |   | 7 |
| 6 |   |   |   |   |   |   |   |   | 6 |
| 5 |   |   |   |   |   |   |   |   | 5 |
| 4 |   |   |   |   |   |   |   |   | 4 |
| 3 |   |   |   |   |   |   |   |   | 3 |
| 2 |   |   |   |   |   |   |   |   | 2 |
| 1 |   |   |   |   |   |   |   |   | 1 |
|   | a | b | c | d | e | f | g | h |   |

Das Mieses-Gambit
Mieses beste historische Elo-Zahl betrug 2660. Diese erreichte er im August 1907. Zeitweise lag er auf Platz 9 der Weltrangliste. Nach ihm sind die Mieses-Eröffnung, die Mieses-Variante in der Schottischen Partie sowie das Mieses-Gambit in der Skandinavischen Verteidigung (1. e2–e4 d7–d5 2. e4xd5 Dd8xd5 3. Sb1–c3 Dd5–a5 4. b2–b4) benannt. Über 40 Titel zum Schachspiel verzeichnet der Katalog in der Deutschen Bücherei von ihm, darunter einige Lehr- und Handbücher des Schachs, die teilweise in den 1950er Jahren neu verlegt und in andere Sprachen übersetzt wurden.

## Schachkomposition
Von Mieses sind einige Zwei- und Dreizüger bekannt, darunter zwei Miniaturen.
| Jacques Mieses · Deutsche Schachzeitung · Februar 1883 \| \| a \| b \| c \| d \| e \| f \| g \| h \| \| \| 8 \| \| \| \| \| \| \| \| \| 8 \| \| 7 \| \| \| \| \| \| \| \| \| 7 \| \| 6 \| \| \| \| \| \| \| \| \| 6 \| \| 5 \| \| \| \| \| \| \| \| \| 5 \| \| 4 \| \| \| \| \| \| \| \| \| 4 \| \| 3 \| \| \| \| \| \| \| \| \| 3 \| \| 2 \| \| \| \| \| \| \| \| \| 2 \| \| 1 \| \| \| \| \| \| \| \| \| 1 \| \| \| a \| b \| c \| d \| e \| f \| g \| h \| \| Matt in drei Zügen | Lösung: 1. Lc5! 1. … Kd5 2. Se7+ Kc4 (2. … beliebig 3. Df5 matt) 3. Dc2 matt 1. … beliebig 2. Se3 Ke4 (2. … beliebig 3. Dc2 matt) 3. Df5 matt Es gibt zwei Mattduale: 1. … Kd5 2. Se7+ Ke4 3. De3 matt 1. … Kb3 2. Se3 Ka4 3. Da2 matt |   |   |   |   |   |   |   |   |
| | a | b | c | d | e | f | g | h |   |
| 8 | |   |   |   |   |   |   |   | 8 |
| 7 | |   |   |   |   |   |   |   | 7 |
| 6 | |   |   |   |   |   |   |   | 6 |
| 5 | |   |   |   |   |   |   |   | 5 |
| 4 | |   |   |   |   |   |   |   | 4 |
| 3 | |   |   |   |   |   |   |   | 3 |
| 2 | |   |   |   |   |   |   |   | 2 |
| 1 | |   |   |   |   |   |   |   | 1 |
| | a | b | c | d | e | f | g | h |   |